# Филмски фестивал у Приштини
Филмски фестивал у Приштини је тзв. косовски филмски фестивал који се одржава у Приштини и приказује међународне филмске продукције на Балкану, као и шире и скреће пажњу на тзв. косовску филмску индустрију. Први фестивал одржан је 2009. године, а као домаћин била је глумица Ванеса Редгрејв. У 2015. години фестивал је отказан због смањења финансирања од стране тзв. Министарства културе Косова. Седмо издање фестивала, које је требало да се одржи од 24. априла до 1. маја, одржало се у Тирани, Албанији 24. и 25. априла, а фестивал је преименован у „PriFest in Exile”.

## Дискриминација
Филм Споразум, једини српски филм у целости снимљен на Косову и Метохији после 1999., иако је уредно пријављен и пријава потврђена, на крају без образложења није уврштен у фестивалски програм 2017. године. Редитељ филма, Предраг Радоњић, је ово оценио као наставак третирања Срба као грађана другог реда. Фестивалом су те године, као и претходних, обиловали албански филмови са ратном тематиком у којима се Срби приказују као агресори 90их година. Директор филма, Исак Воргучић, је одлуку за неуврштавање филма са послератном тематиком назвао назадовањем комплетног друштва у односу према Србима.